# Jurassic World Evolution 2
 (juin 2021).
La mise en forme du texte ne suit pas les recommandations de Wikipédia : il faut le « wikifier ».
Les points d'amélioration suivants sont les cas les plus fréquents. Le détail des points à revoir est peut-être précisé sur la page de discussion.
- Les titres sont pré-formatés par le logiciel. Ils ne sont ni en capitales, ni en gras.
- Le texte ne doit pas être écrit en capitales (les noms de famille non plus), ni en gras, ni en italique, ni en « petit »…
- Le gras n'est utilisé que pour surligner le titre de l'article dans l'introduction, une seule fois.
- L'italique est rarement utilisé : mots en langue étrangère, titres d'œuvres, noms de bateaux, etc.
- Les citations ne sont pas en italique mais en corps de texte normal. Elles sont entourées par des guillemets français : « et ».
- Les listes à puces sont à éviter, des paragraphes rédigés étant largement préférés. Les tableaux sont à réserver à la présentation de données structurées (résultats, etc.).
- Les appels de note de bas de page (petits chiffres en exposant, introduits par l'outil «  Source ») sont à placer entre la fin de phrase et le point final[comme ça].
- Les liens internes (vers d'autres articles de Wikipédia) sont à choisir avec parcimonie. Créez des liens vers des articles approfondissant le sujet. Les termes génériques sans rapport avec le sujet sont à éviter, ainsi que les répétitions de liens vers un même terme.
- Les liens externes sont à placer uniquement dans une section « Liens externes », à la fin de l'article. Ces liens sont à choisir avec parcimonie suivant les règles définies. Si un lien sert de source à l'article, son insertion dans le texte est à faire par les notes de bas de page.
- La présentation des références doit suivre les conventions bibliographiques. Il est recommandé d'utiliser les modèles {{Ouvrage}}, {{Chapitre}}, {{Article}}, {{Lien web}} et/ou {{Bibliographie}}. Le mode d'édition visuel peut mettre en forme automatiquement les références.
- Insérer une infobox (cadre d'informations à droite) n'est pas obligatoire pour parachever la mise en page.

Pour une aide détaillée, merci de consulter Aide:Wikification.
Si vous pensez que ces points ont été résolus, vous pouvez retirer ce bandeau et améliorer la mise en forme d'un autre article.
Jurassic World Evolution 2 est un jeu de gestion développé et édité par Frontier Developments, sorti le 9 novembre 2021. Il s'agit de la suite du jeu Jurassic World Evolution par le même studio, sorti en 2018.

## Système de jeu
Comme pour le précédent jeu, le joueur doit construire son propre parcs à dinosaures, en veillant à sa bonne gestion, mais se situera contrairement au premier jeu, ici, sur le continent et dans divers biomes et environnements tout en faisant face aux aléas climatiques et aux problèmes techniques comme les évasions de dinosaures ou les coupures de courants déjà présents dans le premier jeu.
Les personnages inédits du précédent jeu, le Dr. Kajal Dua, Issac Clement et George Lambert, refont également leur apparition de même que le personnage de Cabot Finch, et ce dans des rôles similaires.
Plusieurs éléments du premier jeu ont subi une amélioration en profondeur, comme la gestion du personnel et des scientifiques à embaucher selon leur coûts et les aptitudes (pouvant être améliorées), l'amélioration de la modification de la création des créatures préhistoriques, l'amélioration de la customisation du parc pour répondre aux besoins de visiteurs. Ces derniers étant désormais de différentes et  nouvelles catégories (divisé en Général, Aventure, Nature et Luxe),,.
Il y a aussi l'amélioration du système de sécurité, l'amélioration des services vétérinaires et de soins, l'ajout de nombreuses décorations, la possibilité en mode bac à sable de mettre les bâtiments styles de l'ère de la première trilogie avec ceux de la seconde (là où en mode campagne standard et théorie du chaos cela n'était pas possible, pareil que pour le premier opus où cependant cela n'était aussi pas réalisable en mode Bac à sable). Les bâtiments peuvent être déplacés mais se reconstruisent une fois bougé et mettent quelques minutes avant d'être de nouveau opérationnels. Lorsqu'un bâtiment est supprimé, il ne disparait pas directement mais se déconstruit et il faut attendre quelques minutes pour qu'il disparaisse complètement.
L'amélioration et la façon de procéder aux recherches a aussi été revue, avec par exemple certaines recherches qui ne se débloquent qu'après avoir recherché et posé dans le parc un précédent élément d'un niveau inférieur (par exemple, la recherche du distributeur de chèvres ne se débloque qu'après avoir réalisé la recherche de la mangeoire à viande pour carnivores et après en avoir posé une dans un enclos) ou bien d'autres conditions. Pour chaque action de recherches, il est possible d'affecter jusqu'à 3 scientifiques maximum, avec le niveau de logistiques, de génétiques et de bien-être requis pour effectuer la recherche, en prenant en compte les avantages de chaque scientifiques spécialisés dans certains domaines (ex. : extraction ou expédition plus rapide, coûts moins grands, généraliste, etc.).
En dehors de cela, le reste du gameplay du jeu est exactement le même que le premier, et, de beaucoup de façons, cet opus s'apparente davantage à une énorme extension du premier jeu qu'à une vraie suite, bien que les nouveautés et améliorations apporté à cet opus restent cependant bienvenues et assez intéressantes pour l'en démarquer.

### Mode de jeu

#### Mode Histoire/Campagne
L'histoire principale du jeu prend place après le film de 2018 (se voulant, comme le précèdent jeu avec le film de 2015, suivre les événements de ce dernier bien que restant comme lui (et donc sans être une suite littérale au premier jeu ) une uchronie elle-même, car non-canon à la chronologie des films), alors que les dinosaures sont désormais en liberté sur le continent. Ces derniers sont désormais surveillés par les services de l'état, notamment par la US Fish and Wildlife Service (FWS, Département de la pêche et de la faune en français) et la CIA, et des mesures sont mises en place pour les contenir afin qu'ils ne s'approchent de trop près des zones habitées. Le joueur intervient pour aider les personnages des films et certains du jeu précèdent dans cette tâche.
La campagne est courte et ne dure que quelques heures seulement.

#### Mode Théorie du chaos
Le mode théorie du Chaos est un mode qui propose aux joueurs plusieurs scénarios de tous les films de la saga, tous étant des uchronies (ou What if…) permettant de rejouer et vivre d'une certaine manière les différents films de la franchise à partir d'un certain point. Par exemple, le scénario du second film, Le Monde perdu : Jurassic Park (1997), montre une chronologie où l'accident de fin du film n'a jamais eu lieu et propose de construire le parc de San Diego sur le continent près de la ville comme le personnage de Peter Ludlow, neveu de John Hammond, le voulait.

#### Mode Défi
Aussi appelé mode Challenge, déjà présent dans le premier opus, ce mode permet au joueur de réaliser un parc en étant soumis à un niveau de difficulté préalablement choisi en début de partie (facile, moyen, difficile et jurassique) et selon un temps impartis, afin de gagner à la fin des récompenses qui, une fois débloquées, deviendront disponibles dans les autres modes (principalement de nouvelles cosmétiques de couleur pour les créatures). Le but à accomplir est d'avoir un parc avec toutes les étoiles possibles au complet (au nombre de 5) avant la fin du temps impartis.
Contrairement au premier jeu, le mode possède en plus ce qui est appelé des "conditions", symbolisés par le nombre d'espèces disponible selon le niveau de difficulté choisit (par exemple, plus la difficulté augmente, moins il y a d'espèces préhistoriques à disposition pour le parc).

#### Mode Bac à sable
Mode déjà présent dans le premier opus, il s'agit du mode permettant au joueur de réaliser sans aucune limite son parc selon ses désirs avec tous les éléments du jeu et sur n'importe quel carte et biome. Pour tout avoir  il faut désactiver la bourse aux dinosaures , les expéditions et  les recherches .

### Les dinosaures et autres créatures
Le jeu a un total de 75 créatures de base, par rapport au premier qui n'en avait que 37 hors extension. Les espèces du premier jeu revenant dans cette suite ont subi quelques modifications physiques mineures et subtiles mais pour la plupart ont subi seulement un changement de taille parfois radical mais qui les rendent cependant plus proche de la réalité.
Contrairement au précédent jeu qui n'en avait qu'une espèce de ptérosaure via l'un de ses DLC, le bestiaire est en partie composé de plusieurs créatures volantes ainsi que de créatures aquatiques. Ces dernières sont respectivement mises dans des volières et des bassins, qu'il faudra également aménager et entretenir.

#### Enclos
Les volières et bassins possèdent leur propres couveuses et galeries d'observations, et même certaines mangeoires propres (comme la mangeoire à requin du mosasaure, vu dans le film de 2015). Les volières, dont l'intérieur est aménageable comme pour l'intérieur des enclos de base, peuvent être traversées par les véhicules des parcours (à condition que des portes d'entrées et de sorties d'enclos soient placées) et les bassins peuvent être survolés par le monorail passant au-dessus. Lorsque les routes passent par-dessus des chemins empruntés par les visiteurs, des zones de sécurités (jonction de chemin, larges et en jaune) sont automatiques mises afin que les visiteurs s'arrêtent lorsqu'un véhicule passe. Des postes d'appareils photos peuvent également être mis à côté des voies et réalisent un flash visible lorsque les véhicules passent à proximité. Les véhicules peuvent cependant être endommagés par les animaux. En outre, comme pour le premier opus, il est aussi possible de créer des parcours en Gyrosphère et de placer des tours afin d'augmenter la visibilité des visiteurs.
Au contraire des dinosaures et ptérosaures, les reptiles aquatiques ne peuvent pas s'échapper de leur enclos mais meurent si leur besoins ne sont pas remplis.
Chaque enclos terrestres et volières doivent posséder en leur sein un poste de contrôle, possédant une zone symbolisé en bleu devant couvrir un maximum de surface, qui permet aux Rangers et aux Unités vétérinaires mobiles d'effectuer régulièrement des scans sur les dinosaures présent dans la zone afin de savoir leur états de santé et leur niveau de satisfaction respectivement. Plus une équipe reste dans un enclos, plus elle est exposée aux dinosaures (surtout s'ils sont carnivores et agressifs) et peuvent recevoir des dégâts et des attaques de ces derniers.
Les barrières des enclos, comme les routes et voies du monorail, gyrosphères et voitures de visite, mettent du temps à se mettre en place une fois la disposition et position de ces dernières choisies. Plus la barrière en question est renforcée et évoluée, plus est mettra de temps à apparaître.

#### Gestion
De même, de nombreux ajouts dans leur comportement ont été implémentés afin de les rendre plus vivants, comme l'ajout de nombreuses animations de relations et interactions inter-espèces (entre différentes espèces) et intra-espèces (entre individus de la même espèce), surtout sociales. Les individus sortant des couveuses en même temps et issus d'une même portée se déplaceront ensemble, peuvent attaquer les barrières (ou les franchir sils sont trop petits pour les endommager et lorsqu'elles ne sont pas électrifiées) mais aussi les portes des enclos elle-même, ou chasser en meute pour les carnivores et se défendre pour les herbivores (qui, désormais, subissent pour la plupart les attaques des prédateurs, sans mourir et sans rester sur place à attendre l'attaque et la mise à mort du carnivore pour les espèces n'ayant pas de défense contrairement au premier opus). Les espèces qui chassent en meute sont le Vélociraptor, le Dilophosaurus, le Procératosaurus et le Deinonychus. La taille des espèces influence aussi les interactions, notamment celles d'attaque et de défense en combat, et ce même pour celles appartenant à un même ordre.
Comme dans le premier opus, les créatures possèdent chacune selon des espèces des critères et besoins à remplir pour qu'elles vivent sainement dans leur enclos (et, donc, sans chercher à s'évader par la suite), mais ici, il faut que les éléments soient présents à l'intérieur de la zone du territoire des animaux (symbolisé en bleu et s'élargissant lorsque la créature se déplace et visite tous les recoins de son enclos) afin qu'ils soient pris en compte par les créatures. Désormais, les herbivores ne mangent plus dans des mangeoires mais se nourrissent directement des plantes environnantes et il faut donc placer celles de préférences de chaque espèce aux niveaux demandés afin de les satisfaire. À noter que les plantes et zones d'une certaine variété (noix, fougères, fibres…) en questions s'amenuisent lorsque les herbivores les consomment et mettent du temps à se régénérer selon le nombre d'herbivores présent dans ladite zone.
Les carnivores, eux, se contentent de n'importe quel paysage et végétation du moment que le type de sol (sable, terre…) selon leur besoins soit mis à disposition, de même que pour les rochers, ces deux éléments du premiers jeu qui n'avaient qu'un but décoratifs deviennent ici des éléments de gestion à prendre en compte. À noter que, désormais, les carnivores ont aussi un besoin de chasser des proie (que ce soit des chèvres ou d'autres dinosaures) et peuvent s'énerver si ce besoin n'est pas respecté. Enfin, alors que dans le premier jeu, tous les herbivores se toléraient entre eux sans souci, ici, certaines espèces ou groupes de dinosaures n'apprécient pas certaines autres espèces ou groupes (comme le Tricératops et le Stégosaurus), tandis que certaines carnivores tel l'Allosaure et le Carnotaurus se tolèrent entre eux dans un même enclos alors que dans le premier opus, presque tous les carnivores ne se toléraient pas jusqu'à s'entretuer. Les carnivores ne chassent et n'attaquent aussi les herbivores que lorsqu'ils ont faim, que leur endurance est pleine (si elle est basse, ils se reposeront) et qu'il n'y a pas d'autres sources de nourritures disponible (comme les chèvres). Lorsqu'ils mangent un dinosaure fraîchement tué, ils se repositionnent toujours de manière à manger au niveau du ventre de la victime.
Comme dans le premier opus, il est possible d'exercer une assez large gamme de modifications sur le génome et le comportement des créatures, suivant les gènes d'autres espèces animales pouvant être appliqué pour augmenter certaines statistiques (comme l'espérance de vie, la défense, l'attaque, la résilience aux maladie, etc.), ou encore le motif (rayures, tâches…) et les couleurs de ce dernier avec les couleurs de base de la peau de l'animal (permettant une plus grande variation de couleur bien qu'il n'y ait qu'un seul motif pour chaque espèce). Les couleurs de base des espèces vu dans les films et celles apparaissant dans le précèdent jeu sont les mêmes que dans ces derniers par défaut (mais sont cependant en plus foncé), exception faite de l'Indominus rex qui possède un motif par défaut. Certaines peaux de base ne sont pas modifiables du tout (comme celles donnant les versions des films de 1997 et 2001 du Vélociraptors par exemple). Dans le jeu, il y a 12 couleurs de base pour presque la quasi-totalité des espèces pour 7 motifs différents, donnant un total d'environ 84 possibilités de customisation pour chaque espèces dans le jeu. Ce qui donne au total, environ 10000 dinosaures de couleurs et d’espèces différentes (patch, MàJ et dlc compris)
À noter que la création de dinosaures se fait en deux étapes : la première, il faut lancer la synthèse, ensuite pour la seconde avant la création finale, choisir les individus issus de cette dernière selon leur nombre et leurs spécificités. Il faut savoir que lors de cette étape, certains individus peuvent présenter des éléments négatifs comme positifs non voulus lors de la modification du génome et il faut donc bien choisir au risque de se retrouver avec un spécimen défectueux (ex: agressivité accrue) pouvant créer des problèmes à termes. À noter également que certaines espèces ont des statistiques de bases avec des éléments négatifs qu'il faut éliminer et modifier en faisant attention à bien gérer le nombre de points de modifications disponible (également une nouveauté introduite) qui sont limités. Sans modifications, certaines espèces de dinosaures auront toujours le dessus sur d'autres (comme le Spinosaurus face au T-rex) au contraire du premier jeu où les chances de base dans un combat entre deux dinosaures non-modifiés étaient généralement égale.
Pour finir, contrairement au précèdent opus, il est possible aux joueurs dans le mode campagne d'obtenir des dinosaures vivant en libertés dans des zones sauvages et non-modifiables des cartes (voulue comme ceux relâchés à la fin du film de 2018) que les joueurs pourront capturer pour les intégrer dans leurs parcs et non plus uniquement via les couveuses.

#### Équipes
Pour l'entretient des dinosaures et du parcs, il existe trois équipes distinctes d'employés au contraire du premier opus qui n'en avait qu'une pour toutes les tâches. Chaque équipes possèdent ses propres véhicules dont le joueur peut prendre le contrôle (mais qui peuvent désormais se faire endommager par les dinosaures et les aléas climatiques). Lorsqu'un véhicule est complètement endommagé, il reste sur place durant un temps avant de disparaître et réapparaître comme neuf automatiquement. Il y a :
- Les Rangers : l'équipe de base du jeu, chargée de différentes tâches de gestion du parc comme surveiller les dinosaures, de réalimenter leur mangeoires et de réparer et régler tous les problèmes mécaniques (pannes, coupures…) ou dégâts (bâtiments endommagés…). Pour les volières et les bassins, les rangers utilisent des drones pour effectuer leur tâches assignées. Plusieurs tâches peuvent être assignées à une équipe de rangers selon les améliorations apportées. C'est eux qui scannent les dinosaures et les autres créatures afin de savoir leur niveau de satisfaction. Ils peuvent également prendre des photos pour obtenir de l'argent supplémentaires (en fonction de la qualité de ces dernières). Lorsqu'une équipe est assignée à une patrouille régulière à un poste de contrôle dans un enclos et qu'une tâche comme la réparation d'un bâtiment est donnée, l'équipe s'occupera de cette tâche et reviendra automatiquement à son occupation de patrouille.
- Les Équipes de capture (ACU) : l'équipe chargée de tranquilliser et transporter les dinosaures en fuite ou ayant besoin d'être soigné au centre de soin, via exclusivement les airs par hélicoptère. Comme les rangers, ils utilisent également des drones pour emplir leur tâches assignées aux volières et bassins. Ils peuvent fournir un soutien pour les deux autres équipes lorsque ces dernières procèdent à leur propres tâches assignées. Si le joueur contrôle un hélicoptère, il peut tranquilliser manuellement un dinosaures comme pour le premier jeu, ou bien le cibler automatiquement, ce qui est surtout efficace pour les ptérosaures lorsqu'ils volent.
- et les Unités vétérinaires mobiles (MVU) : l'équipe opérant à partir de l'installation paléo-médicale et qui aide à soigner les dinosaures malades et blessés. Pour cela, ils scannent les créatures afin de savoir leur état de santé, diagnostiquer les problèmes pour ainsi traiter les blessures et les maladies sur le terrain avec des fléchettes médicales et vacciner les créatures des maladies étudiés dans le laboratoire de recherche. Si l'animal à un problèmes trop important pour être soigné sur place (fractures, blessures…), il doit être tranquillisé par l'équipe de capture pour être emmener au centre paléo-médicale de soin afin d'y être soigné, avant d'être remis dans leur enclos une fois l'opération réalisée.

#### Liste des animaux
La liste des créatures confirmées du jeu est la suivante :

##### Dinosaures
- Tyrannosaurus rex (dont une variante à plume avec le Pack Dominion Biosyn Expansion)[8],[9]
- Vélociraptor[10],[11]
- Triceratops[12],[13]
- Brachiosaurus[14],[15]
- Stégosaurus[16],[17]
- Parasaurolophus (dont Parasaurolophus Lux avec le Pack Colo du Crétacé, avec une variante avec le Pack Dominion Biosyn Expansion)[18]
- Dilophosaurus
- Gallimimus
- Pachycéphalosaurus
- Compsognathus
- Spinosaurus
- Indominus rex (hybride)
- Indoraptor (hybride)
- Carnotaurus  (dont une variante alternative avec le Pack Dominion Malta Expansion)
- Apatosaurus
- Mamenchisaurus
- Giganotosaurus (dont une variante alternative avec le Pack Dominion Biosyn Expansion)
- Carcharodontosaurus
- Cératosaurus
- Herrerasaurus
- Deinonychus
- Pentaceratops
- Styracosaurus
- Nasutoceratops
- Baryonyx
- Sinocératops
- Maiasaura
- Sauropelta
- Homalocéphalus
- Dryosaurus
- Edmontosaurus
- Metricanthosaurus
- Struthiomimus
- Kentrosaurus
- Gigantspinosaurus
- Chungkingosaurus
- Crichtonsaurus
- Suchomimus
- Troodon
- Amargasaurus[19],[20]
- Coelophysis[21],[22]
- Acrocanthosaurus
- Allosaurus (dont une variante alternative avec le Pack Dominion Malta Expansion)
- Camarasaurus
- Chasmosaurus
- Torosaurus
- Diplodocus
- Corythosaurus
- Majungasaurus
- Procératosaurus
- Cryolophosaurus[23],[24]
- Archaeornithomimus
- Tsintaosaurus
- Polacanthus
- Nodosaurus
- Muttaburasaurus
- Euplocephalus
- Ouranosaurus
- Olorotitan
- Dracorex
- Iguanodon (dont une variante alternative avec le Pack Dominion Malta Expansion)
- Nigersaurus
- Dreadnoughtus (dont une variante alternative avec le Pack Dominion Biosyn Expansion)
- Qianzhousaurus[25],[26]
- Mégalosaurus (version Deluxe)
- Pachyrhinosaurus (version Deluxe)
- Huayangosaurus (version Deluxe)
- Minmi (Pack Crétacé inférieur)[27],[28]
- Wuerhosaurus (Pack Crétacé inférieur)[27],[29]
- Monolophosaurus (Pack Colo du Crétacé, d'après l'apparence de l'animal dans la série)
- Scorpius/Scorpios rex (Hybride, Pack Colo du Crétacé, d'après l'apparence de l'animal dans la série)[30]
- Pyroraptor (Pack Dominion Biosyn Expansion)[31],[32]
- Thérizinosaurus (Pack Dominion Biosyn Expansion)[33]
- Australovenator (Pack Crétacé supérieur)
- Alamosaurus (Pack Crétacé supérieur)
- Atrociraptor (Pack Dominion Malta Expansion)[34]
- Moros intrepidus (Pack Dominion Malta Expansion)
- Microceratus (Pack Collection des Gestionnaires)
- Segisaurus (Pack Collection des Gestionnaires)
- Yutyrannus (Pack d'Espèces à plumes)
- Deinocheirus (Pack d'Espèces à plumes)
- Sinosauropteryx (Pack d'Espèces à plumes)
- Concavenator (Pack de Prédateurs du Crétacé)
- Gigantoraptor (Pack de Prédateurs du Crétacé)
- Tarbosaurus (Pack de Prédateurs du Crétacé)
- Utahraptor (Pack de Prédateurs du Crétacé)
- Spinoceratops (hybride) (Pack d'Espèces secrètes)
- Ankylodocus (hybride) (Pack d'Espèces secrètes)
- Stegoceratops (hybride (Pack d'Espèces secrètes)
- Spinoraptor (hybride) (Pack d'Espèces secrètes)

##### Autre animaux terrestres
- Dimétrodon (Pack Dominion Biosyn Expansion)
- Lystrosaurus (Pack Dominion Malta Expansion)[35],[36]

##### Autre animaux aquatiques
- Dunkleosteus (Pack d'Espèces marines préhistoriques)
- Mégalodon (Pack Collection des Gestionnaires)

##### Ptérosaures
- Ptéranodon [37],[38]
- Dimorphodon[39],[40](dont une variante alternative avec le Pack Dominion Malta Expansion)
- Cearadactylus
- Tropeognathus
- Tapejara
- Maaradactylus
- Geosternbergia (version Deluxe)
- Dsungaripterus (Pack Crétacé inférieur)[27],[41]
- Quetzalcoatlus (Pack Dominion Biosyn Expansion)[42],[43]
- Barbaridactylus (Pack Crétacé supérieur)[44],[45]
- Jeholopterus (Pack d'Espèces à plumes)
- Thanatosdrakon (Pack Collection des Gestionnaires)

##### Créatures aquatiques
- Mosasaurus [46],[47]
- Plesiosaurus [48],[49]
- Ichthyosaurus
- Liopleurodon
- Elasmosaurus
- Tylosaurus [50]
- Attenborosaurus (version Deluxe)
- Kronosaurus (Pack Crétacé inférieur)[51],[27],[52]
- Styxosaurus (Pack Crétacé supérieur)
- Archelon (Pack d'Espèces marines préhistoriques)
- Nothosaurus (Pack d'Espèces marines préhistoriques)
- Shonisaurus (Pack d'Espèces marines préhistoriques)

### Cartes et biomes
Contrairement au premier jeu dont l'action se déroulait entièrement peu importe les différents scénarios (campagne de base et DLC) sur les îles tropicales (fictives) de l'archipel Las Cinco Muertes (dont fait partie Isla Sorna) et Isla Nublar, l'action du jeu se déroule principalement sur le continent américain et quelques autres endroits autour du monde. Ici, le nombre d'environnement et de biomes y est davantage diversifié et chaque biome possède ses propres plantes, arbres, sols, rochers et aléas climatiques différents,. Au total, le jeu possède 5 biomes avec :
- le biome Désert : environnement inspiré du véritable et fameux désert de Sonora, avec un climat sec et des terrains plats constitués cactus et d'arbustes. Peu de pluie mais des tempêtes de sables adviennent de temps en temps. Ces dernières obscurcissent l'écran et la visibilité, empêche les scans des rangers et annulent ceux déjà effectué, limite la vision des visiteurs et peuvent créé des dégâts et panne de courants sur les infrastructures.
- le biome Taïga : environnement inspiré des forêts montagneuses de la Colombie-Britannique, au Canada, composé d'une grande variété de pins, de forêts denses et d'arrières plans enneigés. Des tempêtes de neiges adviennent de temps en temps. Elles ont les mêmes effets négatifs que les tempêtes de sable, mais ont en plus le désavantage de faire disparaître les animaux (en icône) de la carte en plus de les rendre plus vulnérables au gelures et autres problèmes de santé (puisque les créatures du jeu sont tous des reptiles). Les véhicules terrestres seront également plus lent car ralentit par la neige.
- le biome Tempéré : environnement stable entre le biome désert et taïga côté température, caractérisé principalement par des arbres luxuriants et feuillus. De la neige peu tomber parfois, mais c'est surtout de la brume et de la pluie qui peuvent arriver, avec notamment des tornades. Ces dernières endommagent tout ce qui croise leur chemin (véhicules, infrastructures) et rendent nerveux et agités les dinosaures (augmentant le risque d'évasion).
- le biome Tropical : environnement inspiré des îles hawaïennes d'Oahu et de Kauai, déjà présentes dans le premier jeu et environnement typique des films de la franchise, et caractérisé par un climat ensoleillé et à la fois assez chaud et humides, avec une variété de plantes et d'arbres tropicaux divers. Des tempêtes de pluie tropicales, des tornades mais surtout des ouragans sont les principaux soucis climatiques qui adviennent et qui peuvent mettre à mal les parcs. Les ouragans du jeu ont les mêmes effets que les tornades mais accentués. Contrairement aux autres biomes, celui-ci est exclusif aux cartes des îles d'Isla Nublar et Isla Sorna, elles-mêmes disponibles uniquement dans les modes Théorie du Chaos et Bac à sable.
- et le biome Alpin : environnement inspiré du Parc national du Yellowstone, avec de grandes montagnes dominant des collines et des vallées prolifiques avec un soleil éclatant. Des tempêtes de neige et des pluies occasionnelles adviennent de temps à autre.

Il existe plusieurs cartes pour chaque biomes, allant de petite à grande taille. Néanmoins dans plusieurs cartes, dorénavant, il sera possible de débloquer des parties de ces dernières normalement bloquées afin d'augmenter la surface disponible de base du parc, après avoir effectué certaines recherches et améliorations. Bien que la majorités des cartes et la surface disponible de ces dernières sont plus importantes que celles du premier jeu, la gestion de ces derniers et les contraintes dû à l'espace restent malgré tout présent comme élément de gameplay important. Les conséquences et effets des calamités et aléas climatiques et météorologiques peuvent être abaissé avec des améliorations des infrastructures les rendant plus résistants, le placement d'abris de sécurité (comme dans le premier jeu) et l'utilisation de générateurs de secours (qui ont cependant le défaut de marcher à l'essence, coutant plus cher que les stations électriques classiques).
Plusieurs cartes possèdent également une partie complètement sauvage et non-modifiables où vivent des et apparaissent des créatures vivant en libertés (voulue comme celles relâchées à la fin du film de 2018) que les joueurs pourront capturer pour les intégrer dans leurs parcs.

## Personnages
- Ian Malcolm (Jeff Goldblum)
- Claire Dearing (Bryce Dallas Howard)
- Dr Henry Wu (B. D. Wong)
- Owen Grady (A.J. LosCascio)
- Cabot Finch (Graham Vick)
- Kajal Dua (Shazia Nicholls)
- Isaac Clement (Osy Ikhile)
- George Lambert (Steve Toussaint)
- Lily Halford
- Ron Thompson

## Développement et sortie
Le jeu a été annoncé officiellement le 10 juin 2021 lors du Summer Game Fest de l'E3 2021 avec la présence de l'acteur Jeff Goldblum, l'interprète du Dr Ian Malcom dans la saga cinématographique de la franchise Jurassic Park/World,. La première bande-annonce du jeu montre que ce dernier se situera sur le continent et non plus sur les îles de l'archipel dans le premier jeu et présente de nouveaux paysages tels un désert aride ou une forêt presque enneigée dans le Grand nord,.
Des premières informations données sur le jeu, ce dernier est basé et se voudra être une suite au film Jurassic World: Fallen Kingdom de 2018 en prenant comme toile de fond la libération des dinosaures sur le monde. Parmi les nouveautés proposées par rapport au jeu original de 2018, le jeu proposera de nouveaux bâtiments et plus d'options de personnalisation ainsi que d'outils de gestion approfondis, pour les bâtiments, décorations et environnements (plantes, rochers),. Il est aussi annoncé que le jeu aura un bestiaire de base de 75 créatures, contre 37 de base pour le premier jeu hors DLC, et inclura de nouvelles espèces de dinosaures, telles le Coelophysis ou l'Amargasaurus, mais aussi des créatures volantes (Ptérosaures) ainsi que des créatures aquatiques (comme le Mosasaure),. Le jeu sera aussi pourvu d'un mode nommé "Théorie du Chaos" qui permettra aux joueurs de revivre des évènements clés des films et d'en modifier le déroulement tel dans une uchronie ou "What if",.
En outre, il est révélé que les acteurs Jeff Goldblum (Ian Malcom) et Bryce Dallas Howard (Claire Dearing) reviendront pour interpréter leur personnages respectifs des films présents dans le jeu.
Lors de la présentation du Devolver Digital le 12 juin 2021, il est révélé par le directeur du jeu, Rich Newbold, que contrairement au premier jeu, l'IA ainsi que les interactions et comportement des dinosaures avec l'environnent et entre individus et espèces sera davantage développé afin d'en faire des créatures plus vivantes et réalistes (incluant les espèces aquatiques et volantes) ainsi qu'un système de combat entre espèces repensé et qui inclut aussi de vrais chasses en meute par les carnivores.
Finalement, tous les aspects du jeu en plus de plusieurs nouveautés (comme la possibilité de faire éclore en même temps plusieurs créatures dans une couveuse, modifier davantage les gènes des animaux affectant leur agressivité ou résilience aux maladies, leur apparence avec la couleur de base principale du corps et les patterns tels les points ou rayures séparés pour plus de combinaisons possible, capturer des dinosaures vivant en liberté dans la nature ou bien la façon de les soigner et de placer les bonnes espèces ensemble) seront grandement améliorés, plus profond, plus complet avec davantage de réalismes en tout à la fois concernant la gestion du parc avec par exemple des cartes plus grandes et vastes ainsi que le comportement des dinosaures et des visiteurs du parc, qui réclameront désormais davantage d'attentions également via l'ajout de catégories de visiteurs. Chaque espèce aura ses propres besoins à respecter, les herbivores mangeront désormais la végétation environnante et plus uniquement les mangeoires, se fixeront leur propres territoire à l'intérieures des enclos et se déplaceront davantage d'un point A à un point B en fonction également de la disponibilité des ressources respectives à tous à leur dispositions. À la fin du mois, une vidéo live est présentée et a pour but de donner un récapitulatif des différentes informations données au cours de ce dernier.
Le 23 juillet 2021, le premier "Carnet des développeurs", nommé "Un monde évolué" est révélé avec de nouvelles images de gameplay et d'espèces de dinosaures. Ce carnet dévoile aussi, entre autres informations déjà cité ci-dessus, que la gestion du personnel (absent du premier volet) sera une partie intégrante de la jouabilité du jeu, en veillant à leur niveau dans différentes aptitudes et en veillant à leur temps de travail afin de ne pas les surmener. Le 30 juillet du même mois, un premier "Guide de gestion du parc" portant exclusivement sur l'équipe scientifique à gérer est montré. Le live récapitulatif du mois est donné peu après.
Le 25 aout 2021, lors de l'Opening Night Live de la gamescom 2021, un second vrai trailer du jeu est dévoilé avec la date de sortie du jeu fixée au 9 novembre de 2021 et avec les précommandes ouvertes à partir de ce jour,,. Dans ce trailer, plusieurs nouveaux éléments sont montrés comme le Mosasaurus, les combats de dinosaures, les chasses des carnivores, diverses interactions entre individus de la même espèce,. Les précommandes donneront en plus des récompenses exclusives en jeu, comme trois skins de véhicules qui porteront l’emblématique livre jungle-green d’InGen, qui seront aussi utilisables dans les modes Challenge et Bac à sable. Comme pour le premier jeu, une version Deluxe sera disponible, avec  trois autres skins, cette fois inspirés par le Dinosaur Protection Group vu dans le film de 2018, six panneaux d’agrément pour les bâtiments et cinq espèces préhistoriques exclusives. Un aperçu des modes Campagne et Challenge ont aussi pu être proposé à plusieurs sites de jeux vidéo. Le 27 août 2021, l'acteur Jeff Goldblum répond dans une interview son rôle dans le jeu. Le live récapitulatif du mois est donné peu après. Au milieu du mois, plusieurs vidéos de nombreux youtubeurs influenceurs ayant pu tester en partie le mode campagne de base et le mode Défi quelque temps auparavant ont été mises en ligne.
Le 1er septembre 2021, le second "Guide de gestion du parc" sur les différents types de visiteurs que le parc attirera et que le joueurs devra satisfaire est rendu public. Le 22 septembre 2021, le second "Carnet des développeurs", nommé Une expérience Jurassic World authentique, présente et décrit de manière plus précise le mode Scénario et le mode Théorie du Chaos et révèle que l'Indominus, le dinosaure hybride du film de 2015, sera présent dans le jeu. Le 29 septembre 2021, un troisième "Guide de gestion du parc" présentant les différentes équipes disponible du jeu pour le parc et leur fonctions respectives est publié. Le live récapitulatif du mois est donné peu après.
Le 8 octobre 2021, une vidéo montrant Jeff Godblum et Jesse Cox jouer et présenter le mode Théorie du Chaos du jeu est mise en ligne. À la même date, plusieurs vidéos de nombreux youtubeurs influenceurs ayant pu tester ce mode du jeu quelque temps auparavant ont également été mises en ligne. Une interview de la chaîne Geektown avec le directeur du jeu Rich Newbold a également été posté le même jour, révélant notamment deux nouvelles créatures aquatiques : le Liopleurodon et l'Elasmosaurus. Le 20 octobre 2021, un quatrième "Guide de gestion du parc" présente les enclos de type volière et basin. Le 27 octobre 2021, le troisième "Carnet des développeurs", nommé "Créé votre propre parc Jurassic World", présente un récapitulatif des précédant carnets et guides,,,. Le live récapitulatif du mois est donné peu après, dans lequel un autre scénario du mode Théorie du Chaos est montré, ici celui basé sur le premier film.
À partir du 3 novembre 2021, soit 6 jours avant la sortie officiel du titre, l'équipe de développent du jeu poste tous les jours sur le compte twitter du jeu une courte vidéo montrant une créature, certaines encore non révélées, du jeu avec le nombre de jours restant avant sa sortie,,,,,.
Le jeu sort finalement à la date annoncée le 9 novembre 2021, accompagné d'un trailer de lancement annonçant sa sortie officielle. Le jeu devient précisément disponible lors d'un Stream de célébration où les différents développeurs principaux du jeu, dont Rich Newbold lui-même, parlent et discutent, présentent des produits dérivés dont un concours pour gagner une console Xbox spéciale mise au thème du jeu, tout en présentant une partie du scénario basé du film Jurassic World de 2015 du mode Théorie du Chaos,,.
Le 19 novembre 2021, une vidéo de Let's play sur les deux premiers chapitres du mode histoire du jeu réalisé par des membres de l'équipe de production du jeu est mise en ligne, d'autres vidéos suivant ce let's play suivront durant les semaines suivantes,,,. Le 25 novembre, une courte vidéo énumérant certaines critiques positives du jeu par plusieurs sites spécialisés est publiée,.
Le 1er décembre 2021, un mois environ avant le lancement du jeu, un premier DLC ajoutant 4 nouvelles espèces (2 terrestres, 1 ptérosaure et 1 aquatique) de la période du Crétacé inférieur est annoncé pour le 9 décembre,. Un évènement officiel à Hyde Park, sur la rivière Serpentine, à Londres par Frontier est réalisé également pour la promotion du DLC, présentant des reptiles marins du jeu dans un mise en scène de d'eau et lumière. Le DLC sort à la date annoncé avec un trailer de lancement et un live sur cet évènement est réalisé,,,.
Le 24 février 2022, le deuxième DLC du jeu, nommé Pack de dinosaures de la Colo du Crétacé, d'après la série animée Netflix du même nom, Jurassic World La Colo du Crétacé, est annoncé pour le 8 mars 2022,,,,. Il ajoute 2 nouvelles espèces à part de dinosaures dont un hybride, 2 variantes (remodèles alternatif de modèles déjà existants) pour l'Ouranosaurus et le Kentrosaurus d'après leur apparences dans la série et 8 nouveaux skins d'après les dinosaures phares et iconiques de la série, comme Petite Bosse l'Ankylosaure ou encore Toro le Carnotaurus,,,. Le 4 mars 2022, un Stream par l'équipe du jeu est d'ailleurs réalisé pour présenter les différentes nouveauté du DLC et de la mise à jour l'accompagnant,. Le jeu sort finalement à la date annoncée avec un autre Stream des développeurs,.
Le 27 mai 2022, le troisième DLC du jeu, nommé Pack Dominion Biosyn Expansion, reprenant les nouvelles espèces du film à venir Jurassic World : Le Monde D'après, est annoncé pour le 14 juin 2022 (soit disponible 6 jours après la sortie dudit film), durant un évènement live des développeurs du jeu,,. Il avait été teasé le 24 mai lors d'une annonce indiquant que toutes les cartes du mode Théorie du Chaos seraient enfin disponibles en mode Bac à Sable, avec un image montrant le plumage d'un animal. Il ajoutera 4 nouvelles espèces (dont une qui n'est pas un dinosaure, le Dimétrodon) d'après leur apparence dans le film et 2 variantes pour le Dreadnoughtus et le Giganotosaurus de la même façon, et enfin 6 nouveaux skins. L'une des principales particularités de cette expansion est le fait qu'elle introduit pour la première fois des espèces possédant des plumes au lieu d'écailles au contraire de la majorité des espèces de dinosaures de la franchise qui étaient connues pour en avoir dans la réalité. En outre, ce Pack est également l'un des plus importants du jeu, ajoutant aussi une toute nouvelle campagne à part de celle de base du jeu qui prendra part dans une carte du jeu, la Vallée de Biosyn, où le joueur doit construire la base de la société rivale d'InGen vue dans le film de 2022, en plus de l'inclusion d'une nouvelle campagne Théorie du chaos où le joueur sera amené à défendre des dinosaures dans les paysages enneigés de la Sierra Nevada encore une fois inspiré d'après une scène du même film,. Le 9 juin 2022, une vidéo "Guide de gestion du parc" passant en revue les gestions et les nouveaux bâtiments inédits du l'expansion Biosyn est publiée, de même le jour suivant d'un live des développeurs sur l'expansion,.
Le 13 septembre 2022, le quatrième DLC du jeu, nommé "Pack Crétacé supérieur", ajoutant 4 nouvelles espèces (2 terrestres, 1 ptérosaure et 1 aquatique) de la période du Crétacé supérieur est annoncé pour le 15 du même mois,,,,,. Une vidéo Stream sur le DLC ainsi que de la mise à jour gratuite advenant à la même date est réalisée le jour de sortie de l'extension par les développeurs. Le 9 novembre 2022, le jeu fête son premier anniversaire et un patch gratuit intégrant une nouvelle attraction, la tyrolienne, est réalisée, de même qu'un Stream des développeurs autour de cet évènement,,.
Le 29 novembre 2022, le cinquième DLC du jeu, nommé "Pack Dominion Malta Expansion", reprenant les nouvelles espèces du dernier film, est annoncé pour le 8 décembre 2022, ajoutant 4 nouvelles espèces (dont une qui n'est pas un dinosaure, le Lystrosaurus) provenant principalement de la scène du marché noir situé à Malte dans le film, de même que 3 variantes d'espèce déjà présente dans le jeu d'après leur apparence dans le film ainsi qu'un skin pour une espèce déjà présente dans le jeu d'après son apparence dans le film. Le DLC proposera aussi 3 nouvelles histoires avec 3 nouvelles cartes,,,. Le 5 décembre 2022, le cinquième "Guide de gestion du parc" présente présente les nouvelles mécaniques et nouveautés de gameplay présente dans cette nouvelles extension.
Jurassic World Evolution 2 était disponible pour tous les abonnés du service PlayStation Plus durant le mois de juin 2023.

## Patchs et mises à jour
Au fil des mois suivants la sortie du jeu, des patchs et mises à jour sont automatiquement appliqués au jeu afin d'enrichir le gameplay et améliorer le jeu lui-même.
- Le Patch 1.2.0 du jeu, sorti le 9 décembre 2021, en même temps que le DLC Pack Crétacé inférieur, ajoute bâtiments et les clôtures de la US Fish and Wildlife Service et ceux de la période de la trilogie Jurassic Park, notamment les bassins et volières, qui n'étaient disponibles qu’en mode Campagne, dans le mode Bac à sable. Il ajoute aussi les 5 cartes des 5 chapitres du mode Campagnes disponible en mode Bac à sable et propose l'option d'aplanissement complète de des cartes du jeu en plus de les rendre entièrement vides lorsqu'un nouveau parc est débuté sur elles. Le patch apporte aussi quelque équilibrage sur la fréquence des tempêtes, épidémies mais aussi par exemple de la dominance et des combats des dinosaures. Il introduit également la fonction des skins et patterns aléatoire sur les créatures lors de la synthétisation de ces dernières. Les ptérosaures du jeu peuvent également désormais se percher sur les rochers et autres plateformes dans leur enclos. Des différences de couleurs de sous-titre pour chaque personnage du jeu est également rendu possible. Enfin, le skin du Ptéranodon du film de 2001 a été intégré au jeu, n'étant pas dans la version initiale de ce dernier bien qu'il fût auparavant apparu dans la bande-annonce de précommande du jeu[155],[156],[157].
- Le Patch 1.2.2, sorti le 11 janvier 2022, corrige quelques erreurs concernant l'appellation et le design de certaines créatures. Le design du Ptéranodon de 2001, précédemment intégré dans le patch précédent, portait l'appellation de "Skin 1997" alors que le skin sur lequel cette variant est basée appartient au film de 2001, ce qui a été corrigé et le skin du Ptéranodon s'appelle désormais "Skin 2001". Entre autres, au lancement du jeu, pour une raison inconnue, le skin représentant le design du Vélociraptors mâle du film de 2001, le "Skin 2001A" ne possédait pas les fameuses protoplumes qu'il possède sur la tête tandis que le skin de la femelle Vélociraptors du même film, le "Skin 2001B", qui ne possède pas ce type de téguments, les avait à sa place. Lors d'un autre patch mineur, ces téguments avaient été supprimés de ces derniers skins mais celui du mâle n'en possédait toujours pas, ce qui est désormais enfin le cas avec ce patch. En outre, le patch permet une correction d'un problème qui faisait que les reptiles volants traversaient sans raisons les volières et le déjà mentionné "Skin 2001" du Ptéranodon se déverrouille désormais en jouant en jouant à la carte Isla Sorna: Site B en mode Théorie du Chaos au lieu précèdent de celle de San Diego du même mode[158].
- Le Patch 2.0, qui sorti le 8 mars 2022, en même temps que le Pack Colo du Crétacé, est plus important que les deux premiers. Intégrant plusieurs éléments réclamés des joueurs depuis la sortie du jeu, le patch réalisera une mise à jour sur le mode Bac à sable. En effet, tous les skins, motifs et dinosaures qui demandaient à être préalablement débloqués dans les autres modes pour être utilisés dans le mode Bac à sable seront désormais disponibles dès le début par défaut (sauf ceux déblocables dans le mode Défi). Pareille chose pour tous les bâtiments et les améliorations disponibles. Les tâches, les recherches, les expéditions et le besoin d'avoir des scientifiques peuvent également être désactivés à volonté à n'importe quel moment permettant une progression un peu plus rapide du joueur. Les réactiver rétablit la progression du joueur là où elle était. La durée des tâches dans les paramètres du mode Bac à sable peut également être modifiée (de 10 %, 25 %, 50 %, 75 % à 100 %). En dehors du mode Bac à sable, le patch ajoute 40 nouvelles décorations divisées en deux types : les pièces d'installation et pièces de décoration. Parmi ces nouveaux éléments transposables se trouvent des panneaux, jardinières et fontaines ainsi que deux squelettes de dinosaure, un de Velociraptor et un de Spinosaurus, avec le retour de l'enclos des raptors du premier film apparu dans le DLC Retour à Jurassic Park du premier jeu Jurassic World Evolution. Une grande variété d'arbres individuels est également ajoutée et qui peuvent autant servir à la décoration du parc qu'aux besoins végétals des herbivores, ils existent en 4 tailles : Grand, Moyen, Petit et Touffu. Les deux grandes portes iconiques de Jurassic Park et Jurassic World sont aussi ajoutées. Le patch intègre également une vue à la première personne (avec lumière et hauteur réglables) afin que les joueurs puissent se promener librement dans leur propres parcs individuels, de même que de pouvoir réellement interagir avec les bâtiments et les attractions directement à partir du sol. Enfin, le patch ajoute une nouvelle option nommée le "Visualiseur d'espèces" et qui permettra aux joueurs de voir sous tous les angles sur fond noir toutes les espèces du jeu sous tous leur skins et motifs possibles que les joueurs peuvent faire défiler, de même qu'activer certaines animations pour chaque espèces. Parmi les autres ajouts mineurs, il est dorénavant possible de directement vendre les différents minéraux et fossiles non utilisables au lieu de les faire analyser comme les autres fossiles normaux en dépensant de l'argent. Ajoute quelques améliorations aux différentes équipes du jeu, comme soigner automatiquement des dinosaures lorsqu'un animal légèrement ou critiquement blessé se trouve sur le chemin d'un véhicule, ainsi que de donner du carburant et des ressources illimités, de même qu'augmenter la limite scientifique de diverses tâches. Concernant les animaux, les herbivores peuvent désormais fuir lorsqu'une attaque de prédateur commence, avec la possibilité de les distancer ces derniers lorsqu'ils sont à bout d'endurance, et même de charger un groupe de prédateurs venant en sens inverse pour ceux pouvant contre-attaquer. En outre, l'Indominus rex et le Vélociraptor peuvent désormais vivre ensemble[159].
- Le Patch 3.0, sorti le 14 juin 2022 en même temps que le Pack Dominion Biosyn Expansion, intègre de nouveaux éléments de gameplay. Comme la possibilité de diriger et de déplacer avec aisance les troupeaux de dinosaures d'un point A à un point B, cela à partir d'un véhicule de rangers, évitant désormais de toujours avoir recours à tranquilliser les dinosaures en faisant appel à un hélicoptère. Plusieurs modifications sur la façon dont les visiteurs visitent le parc sont aussi apportées[134].
- Le Patch 4, sorti le 15 septembre 2022 en même temps que le Pack Crétacé supérieur, intègre quelque nouveaux éléments de gameplay mais surtout de nombreuses corrections concernant certaines mécaniques du jeu et bugs. Principalement, comme nouveautés, le patch ajoute de nombreuses décorations aquatiques afin de décorer les bassins des reptiles aquatiques et les Ptérosaures en fuite peuvent désormais s'attaquer de manière directe aux hélicoptères lorsqu'ils sont près d'eux. Entre autres nouveautés, de nouvelles décorations de bâtiments sont ajoutées, de même que la possibilité de changer la couleur des lumières du parc. Une option Construction/Destruction permet aux bâtiments de désormais être opérationnels ou disparaitre à volonté. Du côté du comportement des dinosaures, les reptiles marins désormais se tapent contre les murs lorsque leur besoins ne sont pas respectés, les préférences de certaines espèces en termes de cohabitations avec d'autres ont été rebalancés (les Cératopsien peuvent vivre avec plus d'espèces, dont la plupart des autres Cératopsien à quelque exceptions). De nombreuses options bac à sable ont été ajoutées et il est désormais possible aux équipes qui tranquillisent les dinosaures de pouvoir les réveiller grâce à des fléchettes spéciales annulant la tranquillisation. En outre, la taille de la variante du Ptéranodon du troisième film a aussi été réajustée[160],[161],[162].
- Le Patch 5, sorti le 8 décembre 2022, en même temps que le Pack Dominion Malta Expansion, intègre quelque nouveaux éléments de gameplay mais aussi intègre tout un nouveau set de bâtiments et de plantes d'inspiration méditerranéenne. Le patch inclura aussi les 5 cartes de la campagne DFW disponible dans le mode Challenge. Cela s'accompagnera d'un nouveau défi photographique, de même que de plusieurs nouvelles conditions de défis variables d'un niveau à l'autre. À partir de ce patch, le Moros intrepidus et le Compsognathus pourront désormais attaquer les visiteurs et les chèvres, de même qu'eux, le Lystrosaurus et l'Oviraptor contourneront désormais les étendues d'eau et ne pourront plus entrer en collision avec les véhicules. En outre, les variantes du Kentrosaurus, Ouranosaurus, Dreadnoughtus et Giganotosaurus recevront chacune 12 nouveaux skins et 7 patterns propre à eux comme toutes les espèces du jeu, à l'instar de la variante de l'Iguanodon intégrée avec le pack Dominion Malta Expansion[150],[163].

## Réception

### Accueil
Le jeu a reçu des critiques généralement positives de la part de la presse et du public à sa sortie selon l'agrégateur de critiques Metacritic, dont la note est de 81 sur 100 à la fois pour son support PC et Playstation 5,. Les principales critiques mitigées et négatives du jeu mises en avant sont sa campagne du mode histoire trop courte, la plupart des nouveautés (en dehors de la gestion des scientifiques, la gestion des territoires et la customisation des bâtiments) jugées un peu plus encombrantes, inutiles et pas vraiment pertinentes sans pourtant être dérangeantes, ainsi qu'une simplicité et une profondeur peu différentes et seulement un poil plus poussées malgré toutes les nouveautés par rapport au premier jeu, ainsi que le fait de se reposer comme lui en bonne partie seulement sur ses animations et graphismes, bien que ces derniers éléments là furent aussi a contrario les composants premiers de la réussite et du succès final du premier jeu en plus de sa simplicité qui permettait une accessibilité à tous, ainsi que le fait de miser sur la nostalgie des fans de la franchise, choix assumés par Frontier pour le premier jeu comme ici pour le second.
Le site PCGamesN lui a attribué une note de 7 sur 10 tout en complimentant ses diverses améliorations par rapport au premier jeu et que, selon lui, le jeu met en scène "les plus beaux dinosaures jamais créés dans un jeu" mais tout en précisant que "faire face à des événements désastreux hors de votre contrôle n'est toujours pas amusant, même si c'est dans la thématique de Jurassic Park",.
Le site Destructoïde, lui, a attribué une note de 8,5 sur 10 mais en disant que le système du personnel scientifique était "une tâche et demie de cliquer sur tous les différents sous-menus et d'affecter constamment vos scientifiques à plusieurs choses" et que cela demandait finalement "beaucoup de clics et d'étapes supplémentaires pour créer des dinosaures", et que certaines personnes en sont découragées par moments.
Le site Jeuxvidéo.com a attribué une note de 16 sur 20 pour ses améliorations et nouveautés par rapport au premier jeu, comme l'ajout et la gestion des scientifiques ou les graphismes améliorés, mais a par contre donné plusieurs critiques mitigées sur plusieurs aspects du jeu, comme la campagne principale dont la durée est d'environ 3 heures à finir et de faite jugée "expéditive" et considérée comme un simple tutoriel, ainsi que les nombreuses tâches intermédiaires qui alourdissent la partie sans lui donner finalement de réelle profondeur ou ajout pertinent pour des actions de base simples et rapides à réaliser, et aussi l'impossible de faire un prêt pour redresser les comptes lorsqu'un problème d'ampleur advient comme pour le premier jeu. Le site met aussi en avant que le problème de l'argent n'en n'est dans la plupart des cas pas un car la "gestion économique n'est guère plus poussée que dans l'épisode précédent" même si elle est désormais un peu plus tendue. La gestion globale des contrôles et soins des créatures est aussi mentionné comme se révélant avec le temps fastidieuse "par une intelligence artificielle de vos gardes qui ont une fâcheuse tendance à effectuer des allers-retours inutiles",. D'après le site, l'ajout des créatures marines et volantes est un plaisir et une esthétique supplémentaire "même si dans les faits, l'intérêt de ces ajouts est davantage [...] stratégique, la gestion de leur espace étant quasiment la même que n'importe quel autre dinosaure terrestre". Le site mentionne néanmoins que, selon lui, toutes les choses inutiles ou alourdissant sans étoffer la profondeur du jeu, finalement un poil davantage comparé au premier, ne sont guère dérangeantes, et que même si "le jeu n'étant pas assez profond ni assez différent de son prédécesseur pour que l'on ait une furieuse envie de s'y éterniser", il déclare cependant que "jamais pour autant que nous ayons eu, pendant une bonne trentaine d'heures, le sentiment d'y passer un mauvais moment, bien au contraire", tout en restant accessibles à tous,.
Le site Gamekult, lui, a donné une critique assez mitigée et plus sèche concernant le jeu, déclarant que l'on tombe très vite, en comparant au premier jeu (également jugé par le site comme ayant déçu à sa sortie) dans le “more of the same”, considérant dans son ensemble que les nouveautés diverses du jeu ne lui apportent pas plus de réelle profondeur et que le jeu se repose toujours principalement sur l'esthétique et ses graphismes.
Le site web IGN a donné une note de 7 sur 10, déclarant que l'ajout de l'option pour accélérer le temps était bienvenue, que les graphismes, modèles et sons des créatures étaient réussis, que le fait que la création, le choix et la modification revue du génomes des dinosaures devenant plus stratégique était un défi bienvenu tout en incitant les joueurs à compléter le génome des créatures avant de créer ces dernières. Mais il a aussi indiqué quelques réserves sur certains aspects du jeu, comme le nombre d'éléments à débloquer qui aide au fixage des objectifs mais frustrant quant à leur disponibilité dans le mode bac à sable s'ils ne sont pas débloqués dans les autres modes au préalable, comme toutes les cartes à l'exception d'une seule en début de partie. Ou encore que les besoins des animaux étaient parfois simples et aussi de temps en temps contre-intuitifs, même si la perte de certaines règles permettait une plus grande qualité de créations des habitats des enclos. La gestion économique du jeu et la gestion du personnel à embaucher (en dehors des scientifiques) rendait le jeu moins vivant et que la possibilité de voir les besoins et souhaits des visiteurs n'apportait pas grand-chose de plus à sa profondeur. Selon le site, l'ajout de modules pour les bâtiments afin d'attirer des visiteurs spécifiques et voir ceux qui réalisent les plus gros profits pour s'occuper davantage ensuite des créatures est jugé avoir du sens dans une certaine mesure mais que même si l'expérience donnée est plus riche, l'écart entre la gestion de ce jeu et d'autres simulations de gestion est d'après lui significatif. Une autre réserve concerne la durée de la campagne, jugée plus comme un tutoriel avec beaucoup de répétitions, avec le maigre aspect économique du jeu laissant le joueur avec encore moins de choses à faire, mais dont les différents scénarios de chaque chapitre étant assez nouveaux pour donner un premier look intéressant et excitant sur un monde où humains et dinosaures cohabitent. Pour finir, le site a déclaré que même s'il ne pouvait pas approuver cette suite comme une simulation de parc robuste, les principaux éléments relatifs aux dinosaures étaient cependant engageant et permettaient de créer exactement tous les évènements et moments que les joueurs pouvaient souhaiter avoir dans un jeu Jurassic Park moderne.
Le site web Numérama a quant à lui donné une note de 4 sur 5 au jeu, disant que le jeu était mieux que le premier jeu, qui était déjà selon lui une réussite malgré ses limites, en étant "plus beau, plus riche, plus approfondi [...] sur tous les plans" avec son contenu varié. Mais, comme la majorité des autres sites, déplore la campagne du mode histoire comme un simple tutoriel, le fait d'avoir trop d'argent constamment tout en étant aussi, pour les joueurs experts, un peu trop simple.
Le site 45Secondes L'Actualité Numérique, qui avait déjà donné une bonne note au premier jeu, a donné une appréciation positive concernant cette suite qui "mis à part quelques chicanes mineures avec la campagne principale, Jurassic World Evolution 2 offre un constructeur de parc divertissant mais simpliste, qui utilise bien la licence Jurassic World et jette juste la bonne quantité de chaos alimenté par les dinosaures pour démarrer". Le site a également salué le retour et les doublages de Bryce Dallas Howard en Claire Dearing, BD Wong en Dr Wu, et Jeff Godblum en Ian Malcom, ce dernier savourant "clairement chaque instant passé à jouer le rôle, livrant chaque ligne de dialogue avec ses fumfers de marque et ses inflexions maladroites. Même pour Jeff Goldblum, il pousse les choses au point où parfois il sonne comme Jeff Goldblum faisant une impression de Jeff Goldblum dans une sorte de Jeff Goldblumception".[réf. nécessaire]
Le site Millénium (MGG) a donné une note de 80 sur 100 au jeu, notant positivement le nombre total de 84 espèces de base à sa sortie dont les espèces marines, les nouvelles possibilités de gestion, les voix françaises officielles des acteurs et actrices, le mode théorie du chaos ou encore la bande son originale officielle jeu jugée de qualité, tout en annonçant que cet opus est meilleur en tout point à son prédécesseur qui selon eux était déjà un bon jeu solide. Cependant, le site fait remarquer d'après lui qu'il existe un léger problème d'équilibrage concernant la difficulté du jeu, surtout sur la fréquence de gestion des dinosaures et de leurs interactions, entrainant "une gestion de jeu qui repose sur une cadence infernale où les plus néophytes des joueurs auront du mal à suivre". Aussi, le site énonce que le fait de n'avoir comme pour le premier jeu une seule monnaie, en prenant en compte les nouvelles tâches de gestion, rend la gestion du parc plus difficile et que certains prix n'aient pas été "un peu revu à la baisse le prix de certaines recherches scientifiques ou de fossiles qui peuvent réellement être un frein pour beaucoup de joueurs", surtout ceux débutants ou non-familiers avec ce type de jeu et "qui souhaiteraient juste jouer avec dinosaures sans trop se prendre la tête". Pour finir, le site déplore le fait que le mode bac à sable est "vide" au début de partie et qu'il faut débloquer plus ou moins chaque éléments et espèces d'abord dans les autres mode avant de les appliquer dans le mode bac à sable et que cela "pose un réel problème pour les joueurs ne souhaitant pas se coltiner tous les modes de jeu pour [...] créer le parc de leur rêve. Cette volonté des développeurs n'engagera pas franchement les joueurs débutants ou occasionnels à se lancer dans l'aventure sur du moyen ou du long terme, [...] mais si vous y ajoutez en plus une difficulté accrue qui mettra à rude épreuve les nerfs des joueurs non expérimentés... le cocktail ne sera malheureusement que déceptif".
Le site GameHope a donné une note de 7 sur 10, notant positivement la modélisation des dinosaures qui sont "un vrai plaisir à observer", les références éparpillées un peu partout de tout ce qui rappelle Jurassic Park, son accessibilité facile d’accès, la voix de Jeff Goldblum en version originale ou les musiques du jeu qui rappellent le travail du compositeur John Williams, et que, sur la forme, Jurassic World Evolution 2 était un jeu très satisfaisant. Mais le site note également que, selon lui, certaines des nouvelles mécaniques sont lourdes et redondantes pour un jeu de gestion, qui, s'il est "très visuellement plaisant de gérer ce parc de dinos, il l’est un peu moins dans sa mise en pratique et dans les différentes mécaniques offertes par le jeu pour le faire" et que malgré quelques idées bien pensées, il y avait "beaucoup d’obligations lourdes et pas vraiment intéressantes [...] glissées là, obligeant le joueur à « faire » beaucoup plus qu’à « expérimenter », le genre de détail qui fâche dans un jeu de gestion". D'autres éléments concernant la gestion du jeu, comme la gestion de l'argent dont il est difficile de se sortir lorsqu'un problème financier d'ampleur advient ou un arbre de recherches beaucoup trop linéaires ont été aussi mis en avant, ne laissant pas "la place à certains compromis, ou choix, qui vous permettraient par exemple d’économiser sur certains secteurs pour accroître le développement d’autres parties du parc", de même que le jeu punit "très rapidement (le joueur) et de manière frustrante, le problème principal étant la gestion financière du parc". Le fait que le joueur doit également débloquer les éléments du jeu d'abord dans les autres modes pour ensuite les ajouter dans le mode Bac à sable a également été mal reçu par le site. Selon le site, le jeu est "calibré pour un public précis ; pas ceux passionnés par les jeux de gestion, mais plutôt pour les passionnés de dinosaures, moins exigeants sur le côté technique lorsqu’il s’agit d’implanter un parc de plusieurs millions de dollars" et, tout en rappelant que ce qui fait de base un bon jeu de gestion étant justement le niveau de dilemmes et de défis proposé aux joueurs, termine en disant que le jeu "ne propose que trop peu de bonnes idées noyées par d’autres, au profit du public niche amateur de dinos, tout en délaissant celui un peu plus fidèle des amateurs de jeu de gestion".
Le site ActuGaming.net a donné également au jeu une note de 7 sur 10, notant positivement la dimension de gestion plus développée (mais limitée selon eux, très même comparé au premier opus et seulement un peu plus, à la frustration pour les habitués du genre), les environnements, le mode Théorie du chaos, le nombre d'espèces et le fan service appuyé. Mais reproche par contre comme éléments négatifs le gameplay rigide et répétitif, le mode Campagne trop court, le peu de challenge, et l'IA qui peut laisser à désirer par moments.

### Ventes
Presque deux semaines après son lancement, les ventes du jeu sont totalisées à une estimation d'environ 500 000 copies sur PC, d'après David Braben, CEO et fondateur de Frontier Developments, un chiffre bien plus bas que prévu par celui espéré par le studio. La faute avancée étant le calendrier de sorties de jeu très chargé au début du mois par d'autres studios (notamment Grand Theft Auto: The Trilogy - The Definitive Edition et Skyrim: Anniversary Edition). Le studios indique cependant que plus de 440 000 joueurs ont encore le titre dans leur liste de souhaits sur Steam, de quoi possiblement faire élever les ventes dans les semaines suivantes. Le studio mentionne aussi à cette annonce qu'il compte également profiter de la sortie de Jurassic World : Le Monde d'Après l'année prochain en 2022 pour relancer les ventes espère que Jurassic World Evolution 2 dépasse les ventes du précèdent jeu dans le lors de sa première année d'exploitation.
Dans tous les cas, si les ventes sur PC sont faibles, les autres ventes du jeu sur les consoles PlayStation et Xbox se déroulent comme espéré par le studio. Au total, dans les semaines suivant son lancement, le jeu a accumulé plus de 1,5 million d’euros pour environ un demi-million de joueurs sur toutes les plateformes,.